# وصل نیکان
وصل نیکان فیلمی به کارگردانی و نویسندگی ابراهیم حاتمی‌کیا محصول سال ۱۳۷۰ است. این فیلم در تاریخ ۸ مهر ۱۳۷۱ در سینماهای ایران اکران شده‌است.

## خلاصه فیلم
امیر و مریم قرار است با هم ازدواج کنند اما روز عروسی، شهر توسط دشمن موشک باران می‌شود و مردم، شهر را خالی می‌کنند. ولیکن مریم با وجود خطرات ناشی از موشک باران ترجیح می‌دهد که عروسی برگزار شود. امیر بعد از انجام مأموریتش برای مراسم عقد به خانه برمی گردد. اما برخلاف تصورش همه کسانی که شاهد خنثی کردن موشکهای عمل نکرده بودند در مراسم حضور پیدا می‌کنند.

## جشنواره‌ها
- برنده دیپلم افتخار بهترین فیلم‌نامه در چهارمین دوره جشنواره دفاع مقدس - ۱۳۷۱
- برنده جایزه ستایش بهترین فیلمبرداری (محمدتقی پاک‌سیما) در چهارمین دوره جشنواره دفاع مقدس - ۱۳۷۱
- برنده جایزه ستایش بهترین فیلم‌نامه در چهارمین دوره جشنواره دفاع مقدس - ۱۳۷۱
- برنده لوح تقدیر بهترین موسیقی متن (مجید انتظامی) در چهارمین دوره جشنواره دفاع مقدس - ۱۳۷۱
- برنده لوح تقدیر بهترین صداگذاری (محسن روشن) در چهارمین دوره جشنواره دفاع مقدس - ۱۳۷۱
- برنده لوح تقدیر بهترین تدوین (مهرزاد مینویی) در چهارمین دوره جشنواره دفاع مقدس - ۱۳۷۱
- تقدیر برای بهترین طراحی صحنه (سیدابراهیم اصغرزاده و پرویز شیخ‌طادی) در چهارمین دوره جشنواره دفاع مقدس - ۱۳۷۱